# Strojar
Strojar (znanstveno ime Prionus coriarius) je ena največjih evropskih vrst kozličkov.

## Opis
V dolžino doseže strojar med 18 in 45 mm in je tako ena največjih vrst hroščev v Evropi. Samica je večja od samca. Pokrovke so gladke, temno rjave do črne barve. Na ščitku so dobro vidni trije zobci. Pri samcih so tipalnice sestavljene iz 12 členov.

## Biologija
Ličinke so polifagi, ki se najmanj tri leta razvijajo v trohnečem lesu. V dolžino lahko merijo do 60 mm. Odrasli hrošči se pojavljajo med julijem in septembrom, najbolj aktivni pa so ponoči.

## Razširjenost
Vrsta je pogosta v Evropi, pojavlja pa se tudi v Severni Afriki in na Bližnjem vzhodu (Turčija, Kavkaz, Transkavkazija, Iran).